# Antelope Valley-Crestview
Antelope Valley-Crestview es un lugar designado por el censo (CDP) en el condado de Campbell, Wyoming, Estados Unidos. La población era 1.642 habitantes en el censo de 2000.

## Geografía
Antelope Valley-Crestview está situado en las coordenadas 44°13′39″N 105°27′57″O / 44.22750, -105.46583
Según el United States Census Bureau, el CDP tiene un área total de 12.7 km ², todos de tierra.

## Demografía
Según el censo del 2000, había 1.642 personas, 545 hogares y 459 familias que residían en el CDP. La densidad de población era de 128.9/km. La composición racial del CDP era:
- 96.65% Blancos
- 0.06% Afroamericanos
- 1.10% Nativos americanos
- 0,18% Asiáticos
- 0,24% De otras razas
- 1.77% De dos o más razas
- 2,98% Hispanos o latinos

Había 545 casas de las cuales un 50.8% tenían niños menores de 18 años que vivían con ellos, un 75.0% eran parejas casadas que vivían juntas, el 5.7% tenían un cabeza de familia femenino sin presencia del marido y un 15.6% eran no-familias. El 0.9% tenían a alguna persona anciana de 65 años de edad o más.
En el CDP la separación poblacional era con 33.4% menores de 18 años, el 8.0% de 18 a 24, un 34.2% de 25 a 44, el 22.9% de 45 a 64, y el 1,5% tienen 65 años de edad o más. La edad media fue de 32 años. Por cada 100 hembras había 112.1 varones. Por cada 100 mujeres mayores de 18 años, había 109.2 varones. 
La renta mediana para una casa en el CDP era de 70.833 dólares, y la renta mediana para una familia era de 72.031 dólares. Los varones tenían una renta mediana de 49.063 dólares frente a $ 26.905 para las hembras. El ingreso per cápita para el CDP era 24.628 dólares. Cerca de 1.5% de las familias y el 1,6% de la población estaba por debajo de la línea de pobreza, incluyendo el 1.9% de los menores de 18 años y ningunos de los mayores de 65 años.

## Educación
La educación pública en el CDP está a cargo de la escuela del distrito del condado #1